# Xavier Castellsagué
Xavier Castellsagué i Piqué (Granollers, 1959-Bruguera, 12 de junio de 2016) fue un médico epidemiólogo e investigador español. Falleció a los 57 años a causa de una insuficiencia cardíaca.

## Formación académica
Xavier Castellsagué se graduó en Medicina en la Universidad Autónoma de Barcelona en 1983. Posteriormente, cursó estudios de epidemiología y salud pública en la Universidad de Yale en 1991 y tuvo una estancia académica en el Centro Internacional de Investigaciones sobre el Cáncer (IARC, International Agency for Research on Cancer) en 1991-1992.

## Actividad profesional y científica
Su actividad científica ha estado enfocada hacia el estudio de las conexiones entre el virus del papiloma humano (VPH) y el cáncer de cuello de útero y otros localizados en la región orofaríngea. Su aportación ha sido definitiva en la demostración de la relación de causalidad entre ambos a través de importantes estudios epidemiológicos.
Buena parte de su trabajo se desarrolló en el Instituto Catalán de Oncología. Desde 2002, organizó y dirigió el HPV Information Centre en colaboración con la IARC y la OMS.

### Vacunas frente al virus del papiloma humano
Su principal campo de trabajo ha sido el desarrollo y evaluación de la efectividad de las vacunas frente al virus del papiloma humano (VPH). Sus aportaciones han establecido las bases para la implementación de los programas de vacunación contra el VPH con el objetivo de reducir la incidencia del cáncer de cuello de útero en las mujeres de todo el mundo.